# Vicente Rondinelli
Vicente Rondinelli, mais conhecido como Vicentino (Muzambinho, 22 de agosto de 1910 — Rio de Janeiro, 25 de abril de 1991), foi um futebolista brasileiro que atuou como centroavante e ponta-esquerda. Depois de encerrar essa carreira, trabalhou como médico especializado em Medicina Esportiva.

## Carreira
Começou a sua carreira de jogador de futebol no Flamengo, onde atuou de 1929 a 1933, marcando 40 gols em 78 gols.
Em 1933 transferiu-se para o Fluminense, tendo marcado 71 gols em 120 jogos.
No ano de 1937, sete anos após a fundação da Escola de Educação Física do Exército, o seu Curso de Especialização em Medicina Esportiva formou o primeiro médico nessa especialidade, Vicentino, que ainda atuava como atacante do Fluminense. Convencido da impossibilidade de conciliar a profissão de jogador com a Medicina, ele abandonou as chuteiras, se dedicando à Medicina Esportiva, criando em 1937 a Seção de Serviços Médicos do Fluminense Football Club. Essa contribuição pioneira para o futebol brasileiro, teve em Vicente Rondinelli o seu Patrono.

## Títulos
Flamengo
- Taça Companhia Aliança da Bahia
- Taça Interventor Federal da Bahia

Fluminense
- Torneio Aberto 1935
- Campeonato Carioca de 1936
- Torneio Municipal de 1938